# Trofeo Calvià 2021
La 22.ª edición de la clásica ciclista Trofeo Calviá Peguera-Palmanova fue una carrera en España que se celebró el 13 de mayo de 2021 sobre un recorrido de 168,5 kilómetros en la isla baleares de Mallorca. La carrera formaba parte del primer trofeo de la Challenge Ciclista a Mallorca 2021.
La carrera formaba parte del UCI Europe Tour 2021, calendario ciclístico de los Circuitos Continentales UCI dentro de la categoría 1.1 y fue ganada por el sudafricano Ryan Gibbons del UAE Emirates. Completaron el podio, como segundo y tercer clasificado respectivamente, el francés Anthony Delaplace del Arkéa Samsic y el belga Rune Herregodts del Sport Vlaanderen-Baloise.

## Equipos participantes
Tomaron parte en la carrera 24 equipos: 6 de categoría UCI WorldTeam, 10 de categoría UCI ProTeam, 6 de categoría Continental y la selección nacional de Suiza. Formaron así un pelotón de 158 ciclistas de los que acabaron 74. Los equipos participantes fueron:
| WorldTeams (6)- Cofidis - Movistar Team - Intermarché-Wanty-Gobert Matériaux - Israel Start-Up Nation - Qhubeka Assos - UAE Team Emirates ProTeams (10)- B&B Hotels p/b KTM - Bardiani CSF Faizanè - Burgos-BH - Caja Rural-Seguros RGA - Equipo Kern Pharma - Euskaltel-Euskadi - Gazprom-RusVelo - Rally Cycling - Sport Vlaanderen-Baloise - Arkéa-Samsic Equipos continentales (6)- Electro Hiper Europa - Gios - Leopard - Maloja Pushbikers - Dauner-AKKON - Bike Aid Equipo nacional- Suiza |
| |

## Clasificación final
- Las clasificaciones finalizaron de la siguiente forma:[4]

| \| Clasificación general \| Clasificación general \| Clasificación general \| Clasificación general \| Clasificación general \| \| Ciclista \| Ciclista \| Equipo \| Tiempo \| \| \| --------------------- \| --------------------- \| ---------------------------------- \| --------------------- \| --------------------- \| \| 1.º \| Ryan Gibbons \| UAE Team Emirates \| 4 h 21 min 04 s \| \| \| 2.º \| Anthony Delaplace \| Arkéa-Samsic \| + 0 s \| \| \| 3.º \| Rune Herregodts \| Sport Vlaanderen-Baloise \| + 41 s \| \| \| 4.º \| Eliot Lietaer \| B&B Hotels p/b KTM \| + 44 s \| \| \| 5.º \| Jordi López \| Equipo Kern Pharma \| + 44 s \| \| \| 6.º \| Sven Erik Bystrøm \| UAE Team Emirates \| + 44 s \| \| \| 7.º \| Juanjo Lobato \| Euskaltel-Euskadi \| + 44 s \| \| \| 8.º \| Kévin Ledanois \| Arkéa-Samsic \| + 44 s \| \| \| 9.º \| Maurits Lammertink \| Intermarché-Wanty-Gobert Matériaux \| + 44 s \| \| \| 10.º \| Willie Smit \| Burgos-BH \| + 44 s \| \| |                    |                                    |                 |
| |                    |                                    |                 |
| Fuente: ProCyclingStats |                    |                                    |                 |
| Clasificación general |                    |                                    |                 |
| Ciclista | Ciclista           | Equipo                             | Tiempo          |
| 1.º | Ryan Gibbons       | UAE Team Emirates                  | 4 h 21 min 04 s |
| 2.º | Anthony Delaplace  | Arkéa-Samsic                       | + 0 s           |
| 3.º | Rune Herregodts    | Sport Vlaanderen-Baloise           | + 41 s          |
| 4.º | Eliot Lietaer      | B&B Hotels p/b KTM                 | + 44 s          |
| 5.º | Jordi López        | Equipo Kern Pharma                 | + 44 s          |
| 6.º | Sven Erik Bystrøm  | UAE Team Emirates                  | + 44 s          |
| 7.º | Juanjo Lobato      | Euskaltel-Euskadi                  | + 44 s          |
| 8.º | Kévin Ledanois     | Arkéa-Samsic                       | + 44 s          |
| 9.º | Maurits Lammertink | Intermarché-Wanty-Gobert Matériaux | + 44 s          |
| 10.º | Willie Smit        | Burgos-BH                          | + 44 s          |

## UCI World Ranking
El Trofeo Calviá Peguera-Palmanova otorgó puntos para el UCI World Ranking para corredores de los equipos en las categorías UCI WorldTeam, UCI ProTeam y Continental. Las siguientes tablas son el baremo de puntuación y los 10 corredores que obtuvieron más puntos:
| Posición   | 1.º | 2.º | 3.º | 4.º | 5.º | 6.º | 7.º | 8.º | 9.º | 10.º | 11.º | 12.º | 13.º-15.º | 16.º-25.º |
| Puntuación | 125 | 85  | 70  | 60  | 50  | 40  | 35  | 30  | 25  | 20   | 15   | 10   | 5         | 3         |

| Clasificación |                    |                                    |        |
| Posición      | Ciclista           | Equipo                             | Puntos |
| ------------- | ------------------ | ---------------------------------- | ------ |
| 1.º           | Ryan Gibbons       | UAE Emirates                       | 125    |
| 2.º           | Anthony Delaplace  | Arkéa Samsic                       | 85     |
| 3.º           | Rune Herregodts    | Sport Vlaanderen-Baloise           | 70     |
| 4.º           | Eliot Lietaer      | B&B Hotels p/b KTM                 | 60     |
| 5.º           | Jordi López        | Kern Pharma                        | 50     |
| 6.º           | Sven Erik Bystrøm  | UAE Emirates                       | 40     |
| 7.º           | Juan José Lobato   | Euskaltel-Euskadi                  | 35     |
| 8.º           | Kévin Ledanois     | Arkéa Samsic                       | 30     |
| 9.º           | Maurits Lammertink | Intermarché-Wanty-Gobert Matériaux | 25     |
| 10.º          | Willie Smit        | Burgos-BH                          | 20     |